# Chaetocladium brefeldii
Chaetocladium brefeldii är en svampart som beskrevs av Tiegh. & G. Le Monn. 1873. Chaetocladium brefeldii ingår i släktet Chaetocladium och familjen Mucoraceae.   Inga underarter finns listade i Catalogue of Life.